# Aude Compan
Aude Compan, née le 3 mars 1993 à Sète, est une skipper française.
Elle est triple championne de France sur catamaran SL 15.5. Elle est sélectionnée pour participer en 49er FX aux Jeux olympiques d'été de 2016. 